# Eoophyla nandinalis
Eoophyla nandinalis là một loài bướm đêm trong họ Crambidae.